# Horst W. Blome
Horst Wilhelm Blome (geb. 24. November 1937 in Bremen; gest. 10. Oktober 2021 in Altdorf bei Nürnberg) war ein deutscher Kabarettist und Schauspieler. Er war ein führender Aktivist der Außerparlamentarischen Opposition in Nürnberg und wurde durch zahlreiche Aktionen und Polit-Happenings bundesweit bekannt.

## Leben
Wegen der drohenden Einberufung zum Militär (erster Wehrpflichtigen-Jahrgang) meldete sich Horst W. Blome freiwillig als Offizieranwärter zur Bundeswehr, führte dort aber antimilitaristische Aktionen durch. Einer Verhaftung entging er durch die Flucht in die Kasernenkapelle. Vor Gericht wurde er zunächst in zwei Instanzen wegen Fahnenflucht verurteilt, später aber – vertreten von Rechtsanwalt Heinrich Hannover – vor dem Bundesverwaltungsgericht als erster Kriegsdienstverweigerer in der Bundesrepublik Deutschland anerkannt. Für das damals auch in Deutschland erscheinende Magazin Wiener gehörte er deshalb 1989 zu den „100 Deutschen, die uns groß gemacht haben“.
Parallel zu einem Studium an der Ludwig-Maximilians-Universität in München (Soziologie, Philosophie, Theaterwissenschaft) und mehrjährigem Sprech- und Schauspielunterricht engagierte sich Blome gegen die atomare Aufrüstung der Bundesrepublik. Unter anderem war er zeitweilig Mitarbeiter von Hans Werner Richter im Münchner Komitee gegen Atomrüstung.
Nach kleineren Engagements und ersten Kabarettversuchen gründete Blome 1962 das Ensemble-Kleintheater Neues Theater in Nürnberg, aus dem das Kabarett Die Hintertreppe hervorging. Dieses wurde ab 1966 zum Ausgangsort politischer Aktivitäten im Rahmen der Außerparlamentarischen Opposition. Zahlreiche Politaktionen und Happenings wurden auch außerhalb des Theaters im öffentlichen Raum durchgeführt. Für sein letztes Soloprogramm Ist der Marx noch bewohnbar bekam Blome mehrere Anzeigen wegen Erregung öffentlichen Ärgernisses, denn er vollführte während der Verlesung von antisemitischen Texten des englischen Schriftstellers Houston Stewart Chamberlain auf der Bühne einen kompletten Striptease. Der Mietvertrag zum Kabarettkeller „Die Hintertreppe“ wurde am 31. Dezember 1967 gekündigt. Es werde dort keine Kunst geboten, sondern es würden genehmigungspflichtige politische Veranstaltungen durchgeführt. Nach Aktionen anlässlich der zentralen westdeutschen 450-Jahr-Feier der Reformation (Blome heftete 95 satirische Thesen ans Portal der St. Sebaldus-Kirche.) wurde er wegen Religionsbeschimpfung, Verbreitung unzüchtigen Schrifttums und Verbreitung jugendgefährdender Schriften verurteilt.
Blome engagierte sich weiter unter anderem gegen den Vietnamkrieg, gegen die Notstandsgesetze und gegen die NPD. 1968 war er Mitinitiator zur Gründung des Republikanischen Clubs in Nürnberg, dem zeitweilig bis zu 3000 Bürger angehörten. Anlässlich mehrerer Gerichtsverfahren und Verurteilungen saß Blome mehrfach tageweise in Untersuchungshaft. Aufgrund einer Teilamnestie kam er aber ohne längeren Gefängnisaufenthalt davon. Aus der SPD wurde er ausgeschlossen und engagierte sich fortan in der DKP. Blome, der sich schon früh auch für Kindertheater (Mitspieltheater, anti-autoritäres Kindertheater) engagierte, war 1968 in Nürnberg auch Mitgründer des ersten süddeutschen Kinderladens.
1970 eröffnete er das linke Libresso-Buchzentrum in Nürnberg, das bis 2008 unter wechselnder Leitung bestand. 1973 gründete er zusammen mit anderen in der Nürnberger Südstadt das Theater am Kopernikusplatz (TAK) – ein Gastspielhaus mit breiter Förderung lokaler und regionaler Kultur-Aktivitäten. Nach der Schließung des TAK arbeitete Blome als Publizist, Rundfunksprecher, Schauspieler und Dozent an verschiedenen Bildungseinrichtungen. Eine Tätigkeit als Lehrbeauftragter am Theaterwissenschaftlichen Seminar der Universität Erlangen-Nürnberg wurde durch Berufsverbot im Zuge des Radikalenerlasses beendet. Ab Mitte der 1980er-Jahre war Blome als Sprecher-Ausbilder und -Berater für öffentlich-rechtliche und für private Sender sowie für entsprechende Lehrinstitute tätig.
Horst W. Blome starb im Oktober 2021 im Alter von 83 Jahren.